# زنقة زنقة
زنقة زنقة هي أغنية ساخرة تم تعديلها بطريقة ال Auto-Tune من قبل الموسيقي الإسرائيلي من أصل تونسي نوي ألوش. واشتهرت عبر موقع اليوتيوب خلال فترة الحرب الأهلية الليبية عام 2011. وهي مبنية على خطاب القذافي الشهير حين بدأت الاحتجاجات والذي توعد فيه المحتجين بالبحث عنهم وإبادتهم.
وتعني كلمة زنقة الشارع الضيق أو الزقاق باللهجة الليبية.

## قصة الأغنية
في 22 شباط/فبراير 2011، ألقى معمر القذافي خطاباً يتوعد فيه خصومه بأنه سيتعقب خصومه:«شبر..شبر، بيت..بيت، دار..دار، زنقة..زنقة». وكلمة زنقة في ليبيا تعني الشارع المسدود، أو الضيق. واستخدم ألوشي خطاب القذافي، مستعيناً بتقنية النغمة الذاتية، وأضاف إلى الخطاب جزءاً من موسيقى أغنية هاي بابي (Hey Baby)، لمغني راب أمريكي يُدعى بتبول (Pitbull)، وقد رفع أولاً (في اليوم الثاني للخطاب) فيديو يبين القذافي مع رسم متحرك لفتيات شبه عاريات، وقام بالدعاية له على موقعي فيسبوك، وتويتر.
أثار الفيديو استياء البعض لظهور الفتيات شبه العاريات فيه، لذلك رفع ألوشي نسخة أخرى خالية من تلك الفتيات، كما أن هناك نسخة أخرى تتضمن كلمات قالها القذافي بالإنجليزية في لقاء له تعني:«كل شعبي يحبني».

## ردود الفعل
كان لهذا الفيديو شعبية كبيرة بين خصوم القذافي، كما أن الأغنية انتشرت في كثير من الدول العربية، واستخدمها كثير من نجوم قناة موجة كوميدي في السخرية من العقيد القذافي.
كما قام مطرب راي جزائري يُدعى رضا الطلياني باستيحاء أغنية عاطفية من هذه الأغنية، مبيناً أنه سيبحث عن حبيبته بنفس طريقة بحث القذافي عن الثوار.

## وصلات خارجية
- فيديو زنقة زنقة الأصلي على يوتيوب
- فيديو زنقة زنقة (بدون الفتيات) على يوتيوب
- فيديو زنقة زنقة نسخة "كل شعبي يحبني" على يوتيوب